# Katarzyna Jankowska (lekkoatletka)
Katarzyna Jankowska, z domu Rutkowska (ur. 14 stycznia 1994) – polska lekkoatletka, biegaczka średnio i długodystansowa. Rekordzistka Polski w biegu godzinnym.

## Życiorys
Medalista mistrzostw Polski w różnych kategoriach wiekowych, w tym mistrzyni Polski seniorów; na 10 000 metrów (2016, 2017, 2018,), w biegu przełajowym (2017, 2018), w biegu na 5000 metrów (2017, 2019, 2020).
Reprezentantka kraju na mistrzostwach świata i Europy w biegach przełajowych.
W 2015 i 2016 zwyciężyła w biegu na 5 kilometrów podczas zawodów TOP AUTO Białystok Biega.
W 2018 triumfowała w biegu seniorek podczas klubowego pucharu Europy w biegach przełajowych.
W październiku 2015 w Białymstoku uzyskała wynik lepszy od rekordu Polski w biegu godzinnym (16 km 450 m, o 53 metry więcej niż oficjalny rekord kraju), jednak wynik ten nie został ratyfikowany jako rekord Polski (zawody poza kalendarzem PZLA).

## Rekordy życiowe
- bieg na 1500 metrów – 4:17,29 (2019)
- bieg na 5000 metrów – 15:37,31 (2018)
- bieg na 10 000 metrów – 32:31,40 (2018) 5. wynik w historii polskiej lekkoatletyki
- bieg na 1500 metrów (hala) – 4:31,59 (2015)
- bieg na 3000 metrów (hala) – 9:28,03 (2016)
- półmaraton – 1:11:02 (2020) 4. wynik w historii polskiej lekkoatletyki
- maraton – 2:27:06 (2021) 8. wynik w polskich tabelach historycznych